# TRIBE 流星のロックマン 武闘外伝
『TRIBE 流星のロックマン 武闘外伝』（トライブ りゅうせいのロックマン ぶとうがいでん）は、板垣雅也による日本の漫画作品。『月刊コロコロコミック』（小学館）にて、2008年2月号から2008年7月号まで連載されていた。カプコンのコンピュータゲームの流星のロックマン2の漫画化作品。
原作とは異なるオリジナルの世界観で、トライブオンしたロックマンたちがそれぞれのトライブを極めてムー大陸に挑んでいく物語となっている。

## ストーリー
流星のR一族の生き残りであるベルセルクは幼きころに一族を滅ぼされてしまう。その一族を滅ぼしたブライともう一度戦うためにムー大陸へ向かっていく。

## 登場人物

### 流星のR一族
ベルセルク
本作の主人公。サンダーベルセルクにトライブオンしたロックマンの姿。
必殺技は剣から電流を放つ「サンダースラッシュ」。剣は壁などに刺さると簡単には抜けない。剣での攻撃がメインだが、ロックバスターも使用している。
ファントム・ブラックのいわく「バカ」。一人称は「俺」。
「コノヤロー」が口癖。
ダイナソー
ファイヤーダイナソーにトライブオンしたロックマンの姿。
必殺技は拳で強く殴りつける「ダイナキャノン」。高いところが苦手で泣き虫な性格。一度キレると周りが見えなくなる。
ファントム・ブラックのいわく「デブ」。シノビからは流星のR一族一の怪力と言われている。一人称は「僕」。
ムー大陸2Fにてムーの操り人形でフロアマスターとして活躍していたが、ベルセルクと戦って正気に戻る。
シノビ
グリーンシノビにトライブオンしたロックマンの姿。
必殺技は手裏剣を投げる「シノビシュリケン」。
ベルセルクのいわく「根暗野郎」。自分を流星のR一族一の天才と言う。一人称は「私」。
ムー大陸5Fのフロアマスターとして活躍していたが、ダイナソーと違い洗脳されていなかった。その理由は流星のR一族が途絶えるのを防ぐために自らムー大陸のものになったからである。
トライブ・キング
ベルセルク、ダイナソー、シノビの3つのトライブを融合させてトリプルトライブした流星のR一族の一人。ブライは彼を目的に流星のR一族を襲撃した。

### ムー大陸
イエティ・ブリザード
ムー大陸の入り口付近でエランドとともに警備をしていた。原作と異なり棍棒を用いて戦う。ベルセルクに追い詰められて命乞いをしたところ最初は彼に見逃してもらい、その隙をついて背後から攻撃を仕掛けたが剣で斬殺された。
エランド
ムー大陸の入り口付近を警備していた下級兵士。

#### フロアマスター
ファントム・ブラック
ムー大陸1Fにてフロアマスターとしてベルセルクを迎え、影のベルセルクを召喚して戦わせた。戦闘をショータイムと称している。
その後はムー大陸各階にフロアマスターを設置して、台本(シナリオ)としてベルセルクの活躍を影で見ていた。
アナウンサーとしてフロアマスター能力を説明したこともある。
ムー大陸最上階のフロアマスターのブライに「くだらない茶番劇はやめろ」と言われて、6Fと7Fのフロアマスターを殺害して5Fにてベルセルクらと対峙してムー大陸を切り刻んだことにより、自らが神であることを告げてムー大陸最深部のエンジンルームを爆破させてムー大陸ごと谷底に落とそうとした。
ブライが流星のR一族を襲撃する前、ファントム・ブラックはブライより強い戦士のトライブ・キングが存在することを告げて、流星のR一族とブライを共倒れさせようとしたことがある。
帽子を取るとはげているのでダイナソーに「ハゲ」といわれたことがある。ベルセルクたちには最終話まで名前を覚えてくれなかった。
ブラキオ・ウェーブ
3Fのフロアマスター。
コンドル・ジオグラフ
4Fのフロアマスター。ダイナソーが3Fの天井を壊したためにブラキオ・ウェーブとともに対立することになる。
オリガ・ジェネラル
ダイナソーの3倍のパワーを持つ重戦車。6Fのフロアマスターをしていたがベルセルクがそこまでたどり着く前にブライに倒される。
エンプティ
シノビの5倍の知能を持つ魔術師。7Fのフロアマスターをしていたがベルセルクがそこまでたどり着く前にブライに倒される。
ブライ
強さを求める孤高の戦士。ファントム・ブラックに自分より強い戦士のトライブ・キングが流星のR一族に存在することを告げられ、流星のR一族を滅亡に追い込んだ。
ムー大陸最上階のフロアマスターとして活躍していたが、ファントム・ブラックの茶番劇に飽きて6Fと7Fのフロアマスターを殺害して、5Fにてベルセルクたちと対立して、「ブライソード」でムー大陸を切り刻む。
後にムー大陸とともに谷底に落ちていくのを、存在しないと思っていたトライブ・キングにムー大陸を支えられて助かる。

## 用語
流星のR一族(りゅうせいのロックマントライブ)
流星のロックマンシリーズのロックマンばかりが集まる集落であり、過去にブライによって彼らは抹殺された。ベルセルクたちも彼らの一人である。アニメの流星のロックマン トライブ（りゅうせいのロックマントライブ）とは意味が異なる。
ムー大陸
本作の舞台となる戦場。中にはそれぞれの階を支配するフロアマスターというものが設置されている。
| 階 | 部屋の名前       | フロアマスター       | 特徴                                                                 |
| -- | ---------------- | -------------------- | -------------------------------------------------------------------- |
| 1F | パーティールーム | ファントム・ブラック | 劇場がある。                                                         |
| 2F | ボイラールーム   | ダイナソー           | ボイラーが設置されていて、フロアマスターの周りを火の輪が囲っている。 |
| 3F | バスルーム       | ブラキオ・ウェーブ   | 巨大な蛇口が周囲に設置された巨大浴槽。                               |
| 4F | サウナルーム     | コンドル・ジオグラフ | 南国をモチーフにしていて、暖炉から熱が出ている。                     |
| 5F | 和室             | シノビ               | 水がめや竹やぶがある。                                               |
| 6F |                  | オリガ・ジェネラル   | 部屋の周りに武器が飾られている。                                     |
| 7F |                  | エンプティ           |                                                                      |
| 8F |                  | ブライ               |                                                                      |
7F以降は5Fにてブライがムー大陸を切り刻んだためにわからなくなっている。

## 流星のろっくまん
『月刊コロコロコミック』2007年12月号の別冊付録にて、本作の主要人物である3人のロックマンが先駆けられて掲載された特別編である。一人称が3人とも「僕」になっているのが唯一の相違点。
ブライはライバルと決まったが、3人のロックマンは誰が主人公かと争っていたが結局誰も主人公になれなかったというエピソードになっている。

## 書誌情報
- 板垣雅也『TRIBE 流星のロックマン 武闘外伝』小学館〈てんとう虫コミックス〉、2008年9月2日初版発行[1]、ISBN 978-4-09-140666-8